# Чукальське сільське поселення (Великоігнатовський район)
Чука́льське сільське поселення (рос. Чукальское сельское поселение) — муніципальне утворення у складі Великоігнатовського району Мордовії, Росія. Адміністративний центр — село Чукали.

## Населення
Населення — 352 особи (2019, 495 у 2010, 604 у 2002).

## Склад
До складу поселення входять такі населені пункти:
| Населений пункт    | Населення, осіб (2002) | Населення, осіб (2010) |
| ------------------ | ---------------------- | ---------------------- |
| Старі Селищі, село | 297                    | 240                    |
| Чукали, село       | 307                    | 255                    |